# Беинисвьорд
Беинисвьорд (на фарьорски: Beinisvørð) е връх разположен на остров Судурой, Фарьорски острови, Дания. Височината му е 469 m н.в.